# 鄭洪年

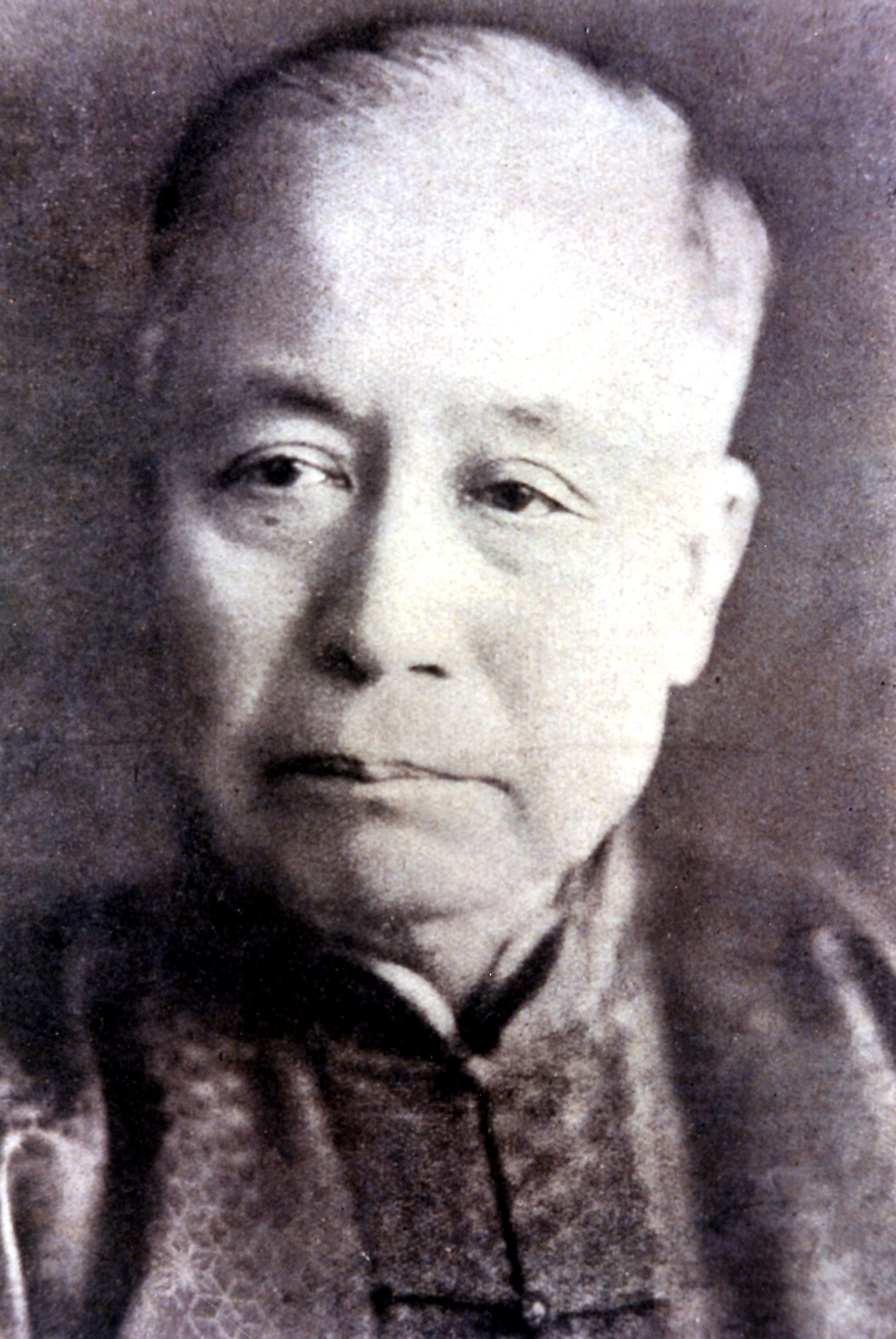
鄭洪年

鄭洪年（1876年1月4日—1958年），字韶覺，廣東番禺人，中华民國教育家。

## 生平

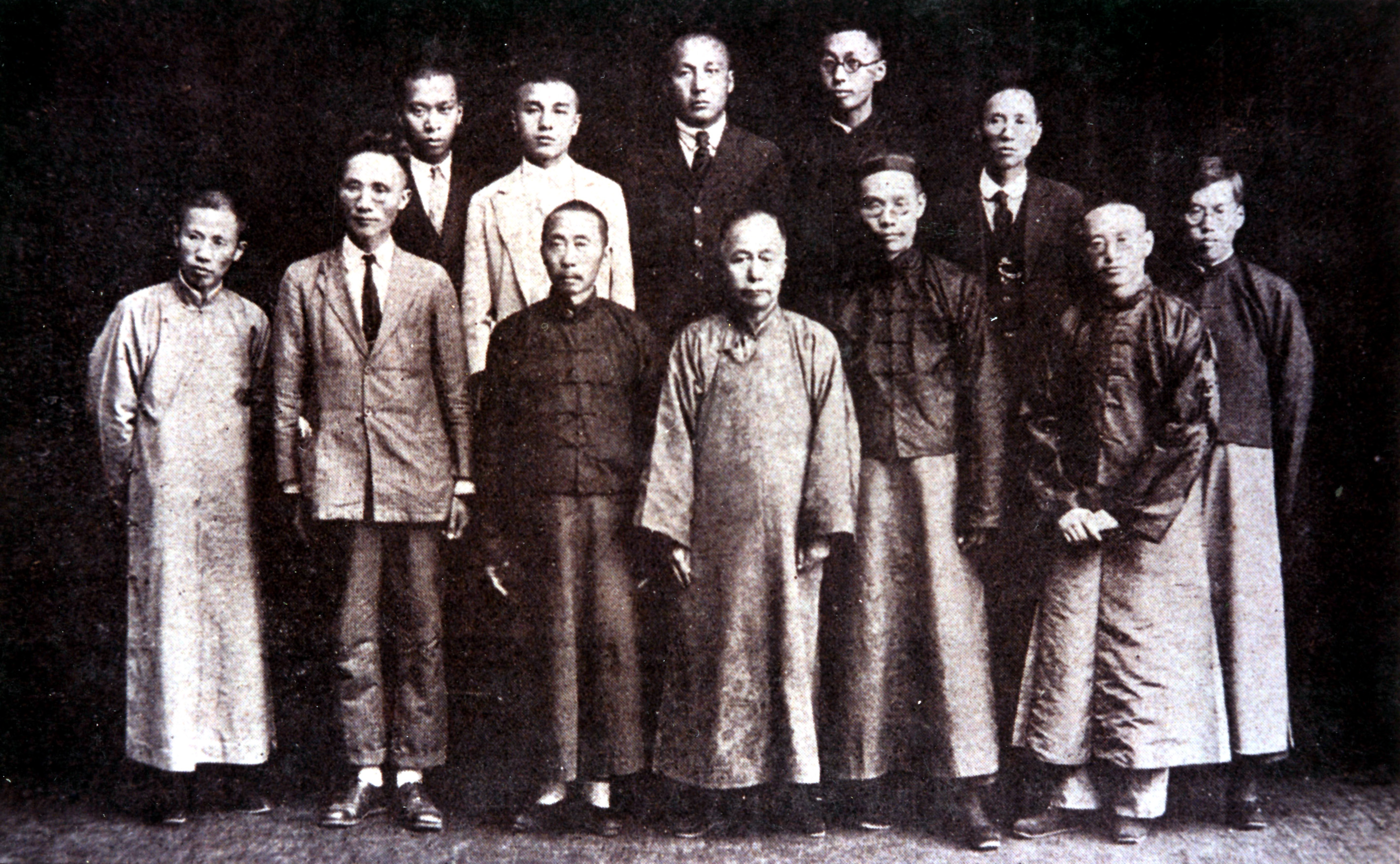
鄭洪年與國立暨南大學南洋文化教育事業部同仁合影

鄭洪年生于光绪元年乙亥十二月初八日（1876年1月4日），光绪年間中举人。他早年受业于康有为门下，后于广雅书院就讀，于两江法政学校畢業。他曾追随孙中山参加国民革命。
鄭是首任暨南學堂堂長。中华民國成立後，歷任京漢鐵路局局長、京奉鐵路局局長、京綏鐵路局局長、北洋政府交通部次長兼鐵路督辦等職。1923年5月至1924年9月，任陸海軍大元帥大本營財政部次長。1927年10月至1928年1月，任南京國民政府財政部次長。1927年至1934年，再任國立暨南大學校長。香港淪陷後被日軍強迫出任上海華中鐵道公司總裁。
1958年，鄭洪年在上海逝世。